# Caprella dilatata
Caprella dilatata is een vlokreeftensoort uit de familie van de Caprellidae. De wetenschappelijke naam van de soort is voor het eerst geldig gepubliceerd in 1843 door Krøyer.